# PGen
PGen je open source emulátor herní konzole Sega Genesis napsaný v programovacím jazyce C++ pro PlayStation 2.
PGen je pravděpodobně jediný emulátor Sega Genesis na PS2. Firma Datel jej zahrnula na produkt Action Replay MAX a dodává se i s balíkem MAX Media Creator.

## Originální verze
Původní vývojář PGen zastavil práci na projektu a uvolnil zdrojový kód v září 2004. Tato verze zahrnovala všechny soubory potřebné k sestavení CD spustitelného na PS2 a všechny nástroje, které byly potřebné pro vypálení takových souborů.

## Komunitní verze
Po uvolnění zdrojáků se někteří členové hráčské komunity přidali k vývoji a vylepšování funkcionality. Verze emulátoru 1.4 umožňuje boot a spouštění ROM buď z USB flash disku nebo z pevného disku.
Poslední uvolněná komunitní verze má číslo 1.5.1, v březnu 2007 ji vydal Bruno „bootsector“ Freitas. Tato verze opravuje chybu instrukce ABCD procesoru CPU68K.
PGen se obvykle zavádí jednou z následujících metod:
- Instalovaným modchipem v konzoli PlayStation 2
- Zavaděčem z CD, např. Swap Magic